# Fasola adzuki
Fasola adzuki, fasola japońska adzuki (Vigna angularis), zapożyczenie językowe z języka japońskiego: 小豆 (アズキ azuki, rzadziej アヅキ, adzuki) – gatunek rośliny jednorocznej z rodziny bobowatych. Dawniej zaliczany był do rodzaju fasola (Phaseolus). Strąki i nasiona są jadalne. Gatunek uprawiany w krajach Dalekiego Wschodu: Japonii, Chinach, Korei. Aklimatyzowana i wprowadzona do uprawy w USA.

## Morfologia
PokrójRoślina do 30 cm wysokości.
OwoceStrąki małe i cylindryczne, z nasionami drobnymi, wydłużonymi lub okrągławymi, w różnych kolorach.

## Zastosowanie
Roślina szeroko uprawiana w krajach azjatyckich dla jadalnych nasion i kiełków. Zawiera ok. 25% białka i wszystkie aminokwasy (w tym duże ilości lizyny). Nasiona są wyjątkowo bogate w żelazo, wapń, kobalt.
Małe czerwone fasolki pochodzą z kuchni wschodniej, znane są przede wszystkim z kuchni japońskiej. W kuchni Zachodu w ciągu ostatnich dekad rozpowszechniły się przede wszystkim wśród wegetarian, jako zastępnik mięsa. W kuchniach Wschodu są natomiast często składnikiem słodyczy: głównie oblewane słodkim syropem (przypominają wtedy drażetki) lub też przetwarzane na słodką pastę.